# Castell i vilatge de Montessor
Les restes del castell de Montessor, són situades al cim d'unes penyes a l'extrem de la serra de Sant Miquel, zona de guaita sobre l'estret de Tragó. Des del nord-oest s'albira la conca de la Noguera Ribagorçana. Al peu de les penyes on s'aixecava el castell hi ha les restes del vilatge i de l'església de Santa Maria.

## Història
El castell de Montessor fou conquerit pel vescomte Guerau Ponç II de Cabrera als àrabs en una data anterior al 1104, ja que consta que aquest any, el vescomte i la seva muller Elvira feren donació a l'abadia d'Àger d'algunes esglésies de castells de recent conquesta, entre altres la de Montessor. No hi ha referència fins a 1150 en que Bertran feia testament llegant els béns que posseïa a la vall d'Àger a Pedra i a Montessor.
El castell formà part del vescomtat d'Àger. Hi ha nombroses referències a final del segle xii, motivades per les picabaralles hagudes entre el vescomte Ponç Guerau III de Cabrera, pretendent a la successió del comtat d'Urgell i el comte Ermengol VIII, el seu cunyat, diferències en les que també hi estava implicat el comte rei Alfons I. El 1195, el vescomte d'Àger feu les paus amb el comte rei i amb el comte d'Urgell i alhora els prometia la potestat deguda sobre els castells d'Àger, Balaguer, Os i Montessor. El comte rei ratificava la seva voluntat d'enderrocament del castell de Montessor.
Aquesta contesa feudal tingué lloc quan es trobava sojornant el trobador Guillem de Berguedà al castell de Montessor en companyia de la vescomtessa Marquesa, esposa de Ponç Guerau III de Cabrera i germana d'Ermengol VIII, vers 1192. El trobador dedicà un sirventès ple de penjaments contra el rei Alfons, gran enemic seu, en el moment en què s'esdevenia el setge imposat pel monarca contra el castell i que suposà l'empresonament de Marquesa. Posteriorment se succeïment disputes per la possessió del comtat d'Urgell en les quals Guerau de Cabrera reclamà el comtat a la mort del titular, el seu germà Àlvar. L'any 1267, El rei Jaume I aconseguí, mitjançant un conveni, que Guerau de Cabrera renunciés a canvi de la cessió dels drets del rei sobre alguns llocs, entre els quals el castell de Montessor. El 1278, el rei Pere el Gran infeudà el comtat d'Urgell al comte Ermengol X i entre les propietats pertanyents al comtat consta el castell de Montessor. En el fogatjament del segle xiv, quan tenia només 3 focs, encara era de jurisdicció del comtat d'Urgell.

## Arquitectura
Les restes del castell són molt reduïdes.Son situades al cim de les roques. En la part oriental de la roca principal sembla que hi havia la construcció més important, potser una torre. Només romanen alguns petits fragments de mur amb un gruix de 80 cm i alguns munts de pedres en un espai d'uns 5 m per 7 m. Les dues filades de carreus que s'han conservat són fetes amb pedres escairades, poc treballades, no gaire grans que recorden el tipus d'aparell del segle xi. La torre devia ésser quadrangular.
Uns quants metres més enllà, vers ponent, hi havia una construcció allargada, potser una sala, d'11 m de llarg i 2,5 d'ample. Al nord la paret devia ser en part la mateixa roca. Les tres parets restants, amb un gruix de 80 cm, eren fetes amb pedres menys treballades que les de la construcció oriental. Entre les dues construccions actualment hi ha el pas d'entrada, un esquerda a la roca que podria ser també el pas d'accés originari del castell.

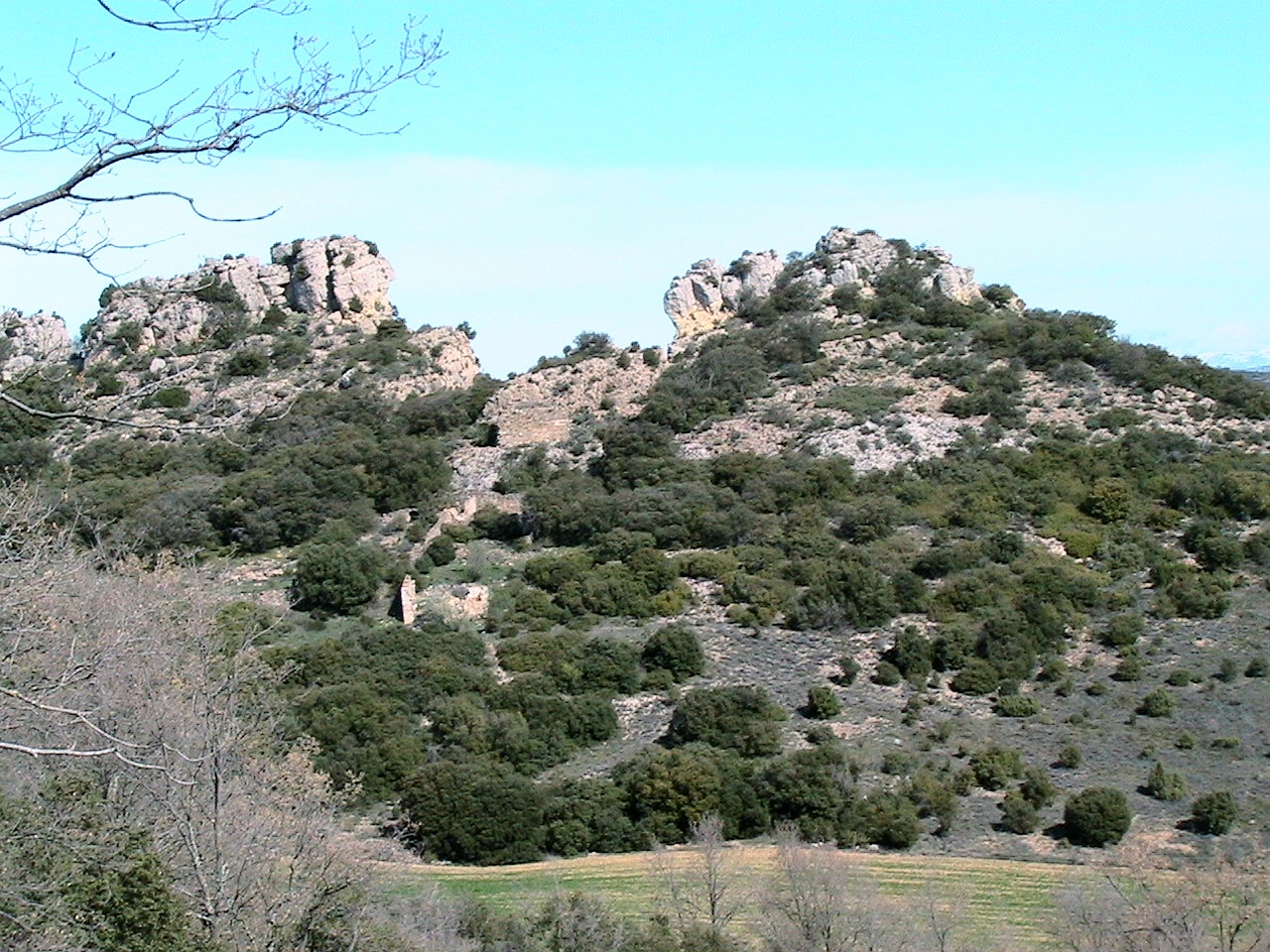
Les Picones, on hi ha el Castell i Santa Maria de Montessor (setembre 2012)

D'aquesta fortificació n'ha quedat poca cosa però ens il·lustra com poques altres les característiques d'aquest tipus de castells roquers. Era un niu d'àguiles. La cinglera el feia inaccessible per totes bandes i, tot i que segurament no tenia grans muralles, ja en època islàmica seria un enclavament difícil de conquerir.

### Vilatge de Montessor
Per sota del castell hi havia el poble. Entre la roca on es bastiren les dependències del castell i la part on hi ha restes dels habitatges sembla que hi havia, a un nivell mitjà, un mur que anava d'E a W. Així mateix, sembla que tot el poble, que tenia una amplada, de N a S, d'uns 50 m, i una llargada d'uns 85 m, era encerclat per un mur. Més enllà d'aquest mur perimetral es troben feixes i camps i, a la banda oriental, l'església. La zona d'habitatges, ara coberta d'alzines, és plena de munts de pedres i també de roques caigudes de les penyes del castell. Amb tot, en alguns llocs s'endevina l'existència dels clots que corresponen a les antigues cases. Fins i tot, en algun indret s'ha conservat algun mur de pedres sense treballar, que pot atènyer una alçada de fins a 2 m. Es pot pensar que hi havia de 6 a 10 habitatges; sense fer-hi una excavació és, però, impossible de poder-ne saber el nombre exacte i de conèixer com era la xarxa dels carrers.
En principi, tant el poc que resta del castell com el poble es poden datar cap al segle xi o inici del segle xii tot i que no es poden pas rebutjar uns possibles precedents més antics, d'abans fins i tot de la conquesta cristiana. El poble es degué abandonar arran de la crisi demogràfica de la baixa edat mitjana.

### Santa Maria de Montessor
Les restes de Santa Maria de Montessor estan situades al costat de les restes del castell de Montessor. És un edifici de planta basilical d'una sola nau i coberta amb volta de canó. L'absis, del que tan sols en resten vestigis de les filades interiors, està perfectament orientat al sol ixent. La part de ponent, on es veuen encara la porta d'accés a la nau i una finestra, va ser espoliada i s'ha perdut tot el parament exterior de la façana. La fàbrica del mur és molt irregular, constituïda per petits carreus desiguals que alternen amb grans carreus de pedra sense desbastar. A l'interior es conserven diversos nínxols de forma rectangular distribuïts irregularment. La rusticitat del conjunt en general no permet definir l'església dins un corrent arquitectònic concret.